# Sarah Moon
Pour les articles homonymes, voir Moon, Warin (homonymie) et Hadengue.
Sarah Moon, pseudonyme de Marielle Sarah Warin, aussi appelée Marielle Hadengue, née le 17 novembre 1941 à Vernon (Eure),, est une mannequin, photographe et réalisatrice française.

## Biographie
Marielle Warin naît dans une famille juive contrainte à quitter la France occupée. Elle rejoint l'Angleterre.
Sarah Moon exerce alors la profession de mannequin de 1960 à 1966 sous le nom de Marielle Hadengue, puis se tourne vers la photographie à partir de 1970, après avoir publié ses premiers clichés dans le magazine l'Express en 1967.
Elle devient célèbre pour sa campagne de publicité pour Cacharel. Dans son travail pour la mode, elle a su montrer les femmes sous un angle particulier du fait de sa relation avec les modèles dont elle a partagé l’univers pendant sa jeunesse. Les regards et les attitudes qu’elle a su capturer laissent apparaître dans ses clichés une certaine complicité qui l’a distinguée des hommes dans la photographie de mode.
Après quinze ans de travail dans la mode, répondant aux commandes de nombreuses marques telles que le magazine Vogue, les Maisons de couture telles que Chanel ou Dior, la carrière de Sarah Moon prend un tournant lorsque l’artiste décide de se consacrer davantage à une photographie plus personnelle encore, plus introspective et cette fois, purement artistique. Elle « sort » alors des studios de ses mises en scènes pour la mode, et fait de Paris son terrain de jeux, par goût dit-elle, et par « commodité », même si la ville n’est jamais réellement le sujet de ses photographies mais bien plus un décor méconnaissable. Ce sera d’ailleurs à cette époque qu’elle adoptera le Polaroïd noir et blanc avec négatif comme support de son expression.
Elle est exposée aux Rencontres d'Arles en 1980, 1981, 1994, 2005 et 2006.
En 2013 a lieu l'exposition « Alchimies », présentant ses photographies sur le thème de la nature, à Paris au Muséum national d'histoire naturelle.
En 2020, elle codirige avec Odile Pütz et Clara Bouveresse un triple volume consacré aux femmes photographes dans la collection Photo Poche fondée par son mari, Robert Delpire ; elle figure d'ailleurs dans cette anthologie qui regroupe 190 artistes au total.
Le Musée d'Art Moderne de Paris lui consacre de septembre 2020 à juillet 2021 une rétrospective, « PasséPrésent », revenant sur son travail photographique et cinématographique.

## Sources d'inspiration
Pour ce qui est de la photographie, Sarah Moon cite l’œuvre de Guy Bourdin comme étant l’excellence qui lui a le plus donné l’envie de se diriger vers la mode.
Cependant, dans ses œuvres postérieures à l'époque de son travail dans la mode, on peut aisément reconnaître son goût pour le cinéma des années 1930, notamment le cinéma expressionniste allemand.
Le grain, l’esthétique générale des photographies de Sarah Moon forment une référence constante aux origines du medium ; on peut noter, entre autres, un nu datant de 1977, Nu, rappelant fortement — tant par son cadre que par son rapprochement esthétique vers la peinture et la sculpture — les séries de nus réalisées vers 1854 par Eugène Durieu pour Eugène Delacroix).

## Thèmes et motifs
Parmi les thèmes récurrents qui se dégagent de l’œuvre de Sarah Moon, on peut citer le souvenir, la mort, l’enfance, la féminité, la solitude.
Ses photographies mettent souvent en scène des animaux, des enfants, des environnements industriels délabrés, des fêtes foraines ou encore la route fendant un paysage.

## Analyse de l'œuvre

### Une esthétique de la fiction
Ce qui est avant tout marquant dans l’œuvre de Sarah Moon, c’est son rapport à la fiction. Depuis ses premiers clichés, les photographies de Sarah Moon n’ont eu de cesse d’illustrer un certain désir de détachement de la réalité. À ses débuts, son choix de se lancer dans la photographie de mode ne pouvait aller que dans ce sens puisqu’il n’y est question que d’illusion, de séduction, de rêve et jamais de représentation fidèle du réel. En accord avec ce désir de fiction, ses photographies sont, pour la plupart, mises en scène.
Il y a, chez Sarah Moon, une vraie volonté de brouiller les pistes, autant par ses choix de mises en scènes irréelles que par le traitement particulier de ses images qui est devenu sa signature. Robert Delpire entre autres a dit de sa photographie qu’elle tend à « déréaliser » tout ce qu’elle prend.
Dans la lignée de l'esthétique des pictorialistes de la fin du XIXe et du début du XXe siècle, le processus de développement (effectué par Patrick Toussaint tout au long de sa carrière) joue un rôle capital dans l’œuvre de Sarah Moon. Une grande partie de ses polaroids sont marqués par des dégradations. Ces procédés de dégradation de l’image évoquent le temps, la décomposition, l’avancée inexorable vers la destruction et, dissimulant parfois une partie de la scène représentée (souvent les bords du cadre), ces accidents provoqués lors du développement se font représentations de l’absence du passé dans le présent, de la perte de l’impression vécue, du manque, de la fragilité du souvenir.
De plus, l’apparition des taches, et d’« accidents » minutieux sur le négatif ou lors du tirage de ses épreuves forme comme des strates représentant elles-mêmes la photographie et ses procédés techniques. Dans une grande partie de ses œuvres, cette mise en abîme en filigrane de la photographie dans la photographie reflète sa vision de son outil et de son art comme un « vrai-semblant », comme une illusion. Cette esthétique des tirages de Sarah Moon éloigne les scènes représentées de la réalité et de l’anecdotique pour les ancrer dans la fiction — hors du réel et hors du temps.
Outre les dégradations, des flous interviennent dans une grande partie de ses photographies. Deux types de flous sont récurrents : des flous dus au mouvement du sujet et à un long temps de pose ; et des flous orchestrés par des expositions répétées d’une même image légèrement décalée à chaque fois, dédoublant ainsi les contours sur le papier photographique et annihilant toute prétendue vérité.

### La couleur
Au cours de sa carrière dans la mode Sarah Moon a travaillé en couleur en fonction des commandes. Dans la seconde phase de sa carrière de photographe, elle a d’abord préféré le noir et blanc évocateur de la solitude, de l’irréel, d’un moment hors du temps, mais se tourna ensuite occasionnellement vers la couleur. Sa démarche en couleur est bien différente de sa photographie en noir et blanc. Sarah Moon prend la couleur comme un sujet en soi et ne montre pas seulement une scène en couleur mais semble bien plus en extraire chaque teinte comme un pigment qu’elle étale ensuite à son gré sur le papier photographique. Les contours flous de ses photographies couleurs les éloignent de la précision propre à la photographie et les rapprochent de la peinture. C’est cette approche de la couleur qui est présente dans ses photographies de fleurs et d'oiseaux.

### La présence du conte
Sarah Moon a souvent pris le conte pour sujet, prolongeant ainsi ses autres thèmes de prédilection que sont l’enfance et l’imaginaire. Ainsi a-t-elle réalisé une série d’illustrations photographiques du conte du Petit Chaperon rouge. Cette série fut publiée dans un livre en 1983, accompagnée du texte de Charles Perrault. L'ouvrage est lauréat du prestigieux Premio Grafico Fiera di Bologna per la Gioventù, de la Foire du livre de jeunesse de Bologne (Italie) en 1984.
Son film La Sirène d’Auderville (2007) révèle également son intérêt pour les contes d’Andersen.
Alain Fleischer (Les Films de Sarah Moon ou l’invention d’un genre) a rapproché les films de Sarah Moon du registre du conte, mais il en va de même pour ses photographies. Au-delà des thèmes du conte et de l'imaginaire enfantin, la présence de la photographe en tant que narratrice se fait sentir dans bon nombre de ses clichés. Cette présence se dégage notamment de ses portraits aux regards intenses et directs, où transparaît clairement le contact entre le photographe et le sujet. Dans ces photographies se construit un tissu de relations entre sujet, photographe et spectateur s'apparentant aux relations entre spectateur, conteur et conte.

## Publications
- Le Petit Chaperon Rouge, texte de Charles Perrault, illustré par Sarah Moon, éditions Grasset, collection Monsieur Chat, 1983 ; réédition en 2002.
- Sarah Moon, Tokyo, Pacific Press Service, 1989.
- Vrais semblants, Paris, Delpire, 1991.
- Inventario, Université de Salamanque, 1997.
- Sarah Moon, Paris, Nathan, coll. « Photo Poche », 1999.
- Still, Minneapolis, Weinstein Gallery, 2000.
- Coincidences, Paris, Delpire 2001.
- Dansez, Dansez…, (texte d'Olivier Saillard et Irène Filiberti), Paris, Les Solitaires intempestifs, 2003.
- Circuss, Kyoto Museum of Contemporary Art, 2003.
- Dansez, Dansez…, Paris, les Solitaires intempestifs, 2003.
- L'Effraie, Kyoto Museum of Contemporary Art, 2005.
- Sarah Moon, Arles, Actes Sud, coll. « Photo Poche », 2005.
- Le Fil rouge, Kyoto Museum of Contemporary Art, 2006.
- La Sirène d'Auderville, Kyoto Museum of Contemporary Art, 2007.
- 1.2.3.4.5., Paris, Delpire, 2008.
- Alchimies, Delpire, Paris, 2013.
- Omaggio a Mariano Fortuny, Museo Fortuna Venezia, 2015.
- Now and Then, Kehrer, 2016.
- Orient Express, Louis Vuitton, 2019.
- Passé Présent. Sarah Moon, Paris Musées / Musée d'Art moderne de Paris, 2020.

## Expositions

### Expositions individuelles
- 2011: 1-2-3-4-5, Sarah MOON, Musée de la Photographie Charles Nègre Nice[10]

### Expositions collectives
- Dans la vague, exposition inspirée par l'estampe emblématique d'Hokusaï La Grande Vague, avec des œuvres d'une vingtaine d'artistes, parmi lesquels Noémie Goudal, Harry Gruyaert, Michael Kenna, Arno Rafael Minkkinen, Sarah Moon, Martin Parr, Bernard Plossu, Campredon art & image, L'Isle-sur-la-Sorgue, du 30 mars au 6 octobre 2024

## Filmographie
- 1990 : Mississippi One, Take Five Prod.

« C'est la fin de l'été. Dans la ville, un homme rôde autour d'une enfant. Il l'enlève. Il s'enfuit avec elle vers le nord. Ils vivent ensemble une semaine, et puis il se tue. Leur abri : une voiture. Leurs étapes: les terrains de camping déserts, les plages abandonnées, les stations balnéaires fermées, les usines désaffectées. Leur histoire: perdue d'avance. Le rapt: un acte prémédité? une pulsion? une vengeance? la revendication d'un père ? ou simplement le geste d'un fou, un geste de plus… peu importe. L'homme se dit fêlé. L'enfant est solitaire et précoce. Il est enfermé de lui-même. Elle questionne sans cesse. Il n'y a pas de réponse. Pour lui, c'est un sursis, pour elle, une aventure. Le temps est suspendu. La vraie vie entre parenthèses. Au jour le jour, entre le rire et les larmes, se noue quelque chose qui ressemble à l'amour. Rien d'autre qu'une balade douce-amère. - Sarah Moon[réf. nécessaire] »

- 1994 : Contacts, CNP, La Sept, KS Vision.
- 1995 : Henri Cartier-Bresson, Point d'interrogation, Take Five Prod.
- 1995 : À propos d'une exposition, CNP
- 1996 : Lumière et compagnie, Cineteve Prod.
- 2000 : J'ai choisi cette photo…, musée Niépce - Riff Prod.
- 2002 : There is something about Lillian, Take Five Prod.
- 2002 : Circuss, Take Five Prod.
- 2003 : André François, L'Artiste, Take Five Prod.
- 2004 : L'Effraie, Take Five Prod.
- 2005 : Le Fil rouge, Take Five Prod.
- 2007 : La Sirène d'Auderville, Take Five Prod.
- 2010 : Le Petit Chaperon Noir, Take Five Prod.
- 2013 : 5H-5, Take Five Prod.

## Récompenses et distinctions
- 1972 : D&DA d'or et d'argent, New York, États-Unis
- 1978 : Club des directeurs artistiques, Paris, France.
- 1979 : Lion d'or, films publicitaires pour Cacharel, Cannes, France.
- 1983 : ASMP, New York, Outstanding Achievement in Fashion Photography, États-Unis
- 1984 : Clio Award, New York, États-Unis
- 1984 : Premio Grafico Fiera di Bologna per la Gioventù, de la Foire du livre de jeunesse de Bologne[9] (Italie) pour ses illustrations de l'ouvrage Le petit chaperon rouge, texte de Charles Perrault.
- 1985 : prix de la photographie appliquée, ICP, New York[4], États-Unis
- 1986 : Lion d'or, films publicitaires, Cannes, France.
- 1987 : Lion d'or, films publicitaires, Cannes, France.
- 1989 : Lion d'argent, films publicitaires, Cannes, France.
- 1991 : prix du film de femme, long métrage, Marseille pour Mississippi One, France.
- 1994 : FIPA d'or pour Contacts, Cannes, France.
- 1995 : grand prix de la photographie, Paris[4], France.
- 1996 : BFF, Allemagne.
- 2005 : prix Martell, Shanghai, Chine.
- 2006 : Lucie Award, New York, États-Unis
- 2007 : prix du public, Moscou, Russie.
- 2007 : prix culturel de la Société allemande de photographie, GMBPH, Berlin[4], Allemagne
- 2008 : prix Nadar pour 1.2.3.4.5., France.
- 2009 :  Commandeur de l'ordre des Arts et des Lettres[11].